# Мери Пирс
Мери Пирс (фр. Mary Pierce; рођена 15. јануара 1975. у Монтреалу, Канада) бивша је француска тенисерка, рођена у Канади, од мајке Францускиње и оца Американца. Због повреде колена не игра од 2005, али се није званично повукла из тениса.
Освојила је укупно четири гренд слем титуле, две у синглу и две у дублу. Прву је освојила 1995. на Аустралијан Опену, а другу 2000. године на Ролан Гаросу.

## Гренд слем

### Појединачно

#### Победе
| Година | Турнир                        | Противница            | Резултат |
| 1995.  | Отворено првенство Аустралије | Аранча Санчез Викарио | 6–3, 6–2 |
| 2000.  | Ролан Гарос                   | Кончита Мартинез      | 6–2, 7–5 |

#### Финала
| Година | Турнир                        | Противница            | Резултат |
| 1994.  | Ролан Гарос                   | Аранча Санчез Викарио | 6–4, 6–4 |
| 1997.  | Отворено првенство Аустралије | Мартина Хингис        | 6–2, 6–2 |
| 2005.  | Ролан Гарос                   | Жистин Енен           | 6–1, 6–1 |
| 2005   | Отворено првенство САД        | Ким Клајстерс         | 6–3, 6–1 |

### Парови

#### Победе
| Година | Турнир      | Догађај         | Партнер(ка)    | Противници                           | Резулзат |
| 2000.  | Ролан Гарос | Женски парови   | Мартина Хингис | Вирхинија Руано Паскуал Паола Суарез | 6–2, 6–4 |
| 2005.  | Вимблдон    | Мешовити парови | Махеш Бупати   | Пол Хенли Татјана Перебијнис         | 6–4, 6–2 |

### Пласман на ВТА листи на крају сезоне
| Година  | 1989 | 1990 | 1991 | 1992 | 1993 | 1994 | 1993 | 1994 | 1996 | 1998 | 1999 | 2000 | 2001 | 2002 | 2003 | 2004 | 2005 | 2006 | 2007 |
| Пласман | 236  | 106  | 26   | 13   | 12   | 5    | 5    | 20   | 7    | 7    | 5    | 7    | 130  | 52   | 33   | 29   | 5    | 79   | -    |